# Калюсик
Калюсик (укр. Калюсик) — село в Виньковецком районе Хмельницкой области Украины.
Население по переписи 2001 года составляло 631 человек. Почтовый индекс — 32535. Телефонный код — 3846. Занимает площадь 3,187 км². Код КОАТУУ — 6820684005.

## Местный совет
32534, Хмельницкая обл., Виньковецкий р-н, с. Карачиевцы